# Теорема Померанчука
Теоре́ма Померанчука́ — положение квантовой теории поля, впервые сформулированное для нуклонов и антинуклонов И. Я. Померанчуком в 1957 году на основе дисперсионных соотношений. Утверждает, что разность полных сечений взаимодействия элементарных частиц {\displaystyle \kappa _{1}+\kappa _{2}} и {\displaystyle \kappa _{1}+{\bar {\kappa _{2}}}} (т. е. частицы {\displaystyle {\kappa _{1}}} c частицей {\displaystyle \kappa _{2}}, и с её же античастицей {\displaystyle {\bar {\kappa _{2}}}}) стремится к 0 при {\displaystyle s\to \infty }, где {\displaystyle s} — квадрат полной энергии частиц в системе их центра масс. Или эквивалентно, что отношение сечений рассеяния частицы и античастицы на одной и той же мишени стремится к 1 при росте энергии.
Это утверждение может рассматриваться как теорема и доказываться в рамках аксиоматического подхода в теории квантовых полей.

## История
До 1958 года теория рассеяния при высоких энергиях и фиксированных переданных импульсах основывалась на дифракции от чёрного шара. Открытие в 1955 году дисперсионных соотношений для амплитуд рассеяния {\displaystyle \pi }-мезонов на нуклонах, а затем для рассеяния нуклонов на нуклонах позволило рассмотреть вопрос об асимптотике взаимодействий при больших энергиях менее феноменологически. Они являются следствием общих свойств S-матрицы и могут быть получены без использования гамильтониана взаимодействия и теории возмущений (теория S-матрицы).
Более простое доказательство, использующее теорему Фрагмена — Линделёфа, было представлено М. Сугаварой, А. Каназавой и Н. Н. Мейманом. В 1963 году теорема Померанчука была обобщена на дифференциальные упругие сечения.
В 1971 году на Серпуховском ускорителе теорема Померанчука была подтверждена экспериментально, а также впервые было обнаружено увеличение адрон-адронных сечений с увеличением энергии («Серпуховский эффект»).